# برايان أشبي
برايان أشبي (بالإنجليزية: Brian Ashby)‏ هو قسيس نيوزيلندي، ولد في 10 نوفمبر 1923 في Belfast, New Zealand ‏ في نيوزيلندا، وتوفي في 5 يونيو 1988 في كرايستشرش في نيوزيلندا.